# Ce sacré grand-père
Pour plus de détails, voir Fiche technique et Distribution.
Ce sacré grand-père est une comédie dramatique française coécrite, coproduite et réalisée par Jacques Poitrenaud, sortie en 1968. Il s’agit de l’adaptation du roman Je m'appelle Jéricho de Catherine Paysan.

## Synopsis
Le grand-père Jéricho invite ses petits-enfants, le jeune couple Marie et Jacques, à passer quelques semaines de vacances avec lui dans sa maison provençale de Lourmarin. Il n'est pas dupe de l'image de bonheur que le couple lui joue, car Marie et Jacques sont séparés, Jacques partage désormais son existence avec Agathe, un mannequin. Le grand-père, en ravivant les souvenirs d'enfance du couple qui s'est formé par le passé à Lourmarin, va ranimer leur amour.

## Fiche technique
- Titre original : Ce sacré grand-père
- Réalisation : Jacques Poitrenaud
- Scénario : Albert Cossery, Pierre Pelegri, Jacques Poitrenaud et Maria Suire, d'après le roman Je m'appelle Jéricho de Catherine Paysan
- Dialogues : Albert Cossery
- Décors : Guy Littaye
- Costumes : Tanine Autré
- Photographie : Jean-Marc Ripert
- Son : Julien Coutellier
- Montage : Laurence Leininger
- Musique : Serge Gainsbourg et Michel Colombier (BO sur 45 tours Philips B-370-650-F)
- Pays d'origine :  France
- Langue originale : français
- Production : Jules Borkon et Jacques Poitrenaud
- Sociétés de production : Champs-Élysées Productions et Isabelle Films
- Sociétés de distribution : SN Prodis
- Format : couleur (Eastmancolor) — 35 mm — 1.66:1 — monophonique
- Genre : comédie dramatique
- Durée : 88 minutes
- Date de sortie :
  - France : 7 janvier 1968

## Distribution
- Michel Simon : grand-père Jéricho
- Marie Dubois : Marie
- Yves Lefebvre : Jacques
- Thalie Frugès : Agathe
- Serge Gainsbourg : Rémy
- Mary Marquet : la duchesse
- Jenny Hélia : Jeanne

## Production

### Tournage
Le réalisateur et l’équipe du tournage commencent à filmer à partir du 25 août 1967 à Lourmarin , Bonnieux ( Domaine viticole de La Canorgue ) et à Ansouis dans le sud du Vaucluse pour l’achever le 12 octobre 1967.

### Musique
En marge du tournage, au cours d'un repas dans un restaurant des Baux-de-Provence, Serge Gainsbourg a créé (a cappella) la chanson dite Les Ortolans.
L'Herbe tendre, paroles de Serge Gainsbourg et musique de Serge Gainsbourg/Michel Colombier, interprétée par Michel Simon et Serge Gainsbourg

## Édition
Le film en version remasterisé est sorti en DVD en 2014 dans la collection Les classiques français SNC de M6 Vidéo.